# Битка код Сигета
Битка код Сигета је била битка која се догодила услед опсаде тврђаве (данашњег мађарског града Сигетвара) љета 1566. године. Вођена је између хабзбуршких снага под вођством хрватског бана Николе Шубића Зринског и отоманских снага под вођством султана Сулејмана I. Завршена је освајањем тврђаве од стране Турака.

## Позадина
Мало утврђење Сигет било је кључна препрека турском надирању према срцу тадашње Европе, према граду Бечу, али и главни ослонац одбране која је штитила срце Хрватске од обухвата са севера и од ударца у леви бок и леђа хрватској банској војсци која се грчевито бранила.
У то време, године 1566, турска војска је држала у поседу најснажнија упоришта Будим и Београд, а намера им је заузимање утврђења Егер и Сигет. Падом Сигета Турцима се отварала могућност окретања на југ и врло брзо турска коњица би могла продрети до бискупског града Загреба, а пад Загреба значио би и сигурни пад генералата Карловца и Вараждина. Богато Хрватско Загорје постало би мета пљачке турских одреда. Загреб би постао упориште турских нападачких одреда за освајање јужних немачких и северних италијанских градова.

## Битка
На истоку Хрватске упорно и храбро бранили су се хрватске банске чете, Вараждинци су спремни за брзу помоћ Ђурђевцу и Крижевцима који су се посложили са својим харамијама и одолевају, а бански бандерији уздуж Муре и Драве спремни су на дубоке продоре према истоку. На југу око утврђеног града Карловца чврсто стоје граничари, а све положаје на масиву Велике Капеле запосели су одреди хрватске банске војске. Немци врло дарежљиво шаљу новац, оружје, па и мање војничке одреде, јер свесни су да се управо ту бране и њихове јужне границе.
У малој тврђави Сигет бан и гроф хрватски Никола Шубић Зрински ужурбано се припрема за одбрану, његова посада састављена од хрватских, мађарских и немачких војника потпуно му је одана. Сви су војници чврсто одлучили истрајати до краја, до последњег човека бранити мало утврђење на које је кренула страшна сила од готово 100.000 турских војника уз потпору од 200 топова коју лично води нико други до султан Сулејман I. Ипак, султан добро познаје Николу Шубића Зринског, његову храброст, част и у великој је недоумици: кренути на Сигет или га ипак заобићи и кренути на утврђени град Токај. Велики везир Мехмед-паша Соколовић такође јако добро познаје Зринског, али ипак саветује султана да се прво заузме Сигет. Султан је тако и одлучио, али била је то кобна одлука. Турска војска под Сигетом тешко ће искрварити и заувек изгубити своју моћ, а пад Сигета платиће страшним жртвама око 18.000 најелитнијих коњаника (делија) и око 7.000 јањичара. Ипак, то све не би ни било тако страшно, али морални и војнички ударац био је још кобнији и болнији. Мала посада бранилаца тврђаве Сигет није се хтела предати и поред свих турских понуда у злату и богатим даровима, бану Зринском понуђена је чак хрватска круна, али све је то глатко одбијено, није било пребега нити издајника, а последњих 250 бранилаца једноставно је провалило из града и храбро изгинуло и поред поновљених позива турских војника да не гину узалудно. Пре него што су изгинули, Зрински се обратио својим војницима рекавши им:
| „ | …Изађимо са овог горућег места на отворено и супротставимо се својим непријатељима. Ко умре - биће са Богом. Ко не умре - биће му част. Ја ћу први, а ви урадите оно што ја радим. И Бог ми је сведок - никада вас нећу оставити, браћо и витезови!… | ” |

На крају сам султан није дочекао пад Сигета већ је умро у свом шатору.